# 風にうたえば
『風にうたえば』（かぜにうたえば）は、日本のシンガーソングライターである尾崎豊のコンピレーション・アルバム。
1999年3月17日にポリドール・レコードからリリースされた。過去に発表済となっていた尾崎のメジャー・デビュー以前に録音された未発表音源を、編曲家である服部克久がオーケストラ・アレンジを施したバック演奏に変更したものが収録されている。また、8曲目および9曲目以外はコンピレーション・アルバム『Before the Seventeen's Map』（1997年）に収録されているものと同一音源となっている。
本作からは先行シングルとして映画『大阪物語』（1999年）の主題歌として使用された「風にうたえば」がシングルカットされた。また、本作はオリコンアルバムチャートにおいて最高位第41位となった。本作は尾崎の個人事務所であるアイソトープが製作協力を行っているオフィシャル盤となっている。

## リリース、構成
本作は1999年3月17日にポリドール・レコードからCDにてリリースされた。付属ブックレットには尾崎の未発表写真が多数掲載されている。既存音源発売版権を持つソニー・ミュージックレコーズ以外のレーベルから過去にリリースされた未発表音源集については、ファンクラブ「Edge Of Street」や尾崎の個人事務所であるアイソトープからは著作者の意思に反するものということで公式の音源とは認定されていないが、本作はアイソトープが製作協力を行っているオフィシャル盤となっている。
本作収録曲の内、「ダンスホール」「町の風景」「Street Blues」「もうおまえしか見えない」の4曲は、尾崎が1982年10月11日に受けたCBS・ソニー主催のオーディション『CBS SONY Sound Development Audition 1982』で歌唱された曲である。「町の風景」は後に1枚目のアルバム『十七歳の地図』（1983年）に「街の風景」と改題されて収録、「ダンスホール」は後に2枚目のアルバム『回帰線』（1985年）に収録されたが、それぞれ本作収録バージョンとは歌詞が異なっている。「Street Blues」は2枚目のシングル「十七歳の地図」（1984年）の原曲となっている。
表題曲である「風にうたえば」は、映画『大阪物語』（1999年）の主題歌として使用された。本作のライナーノーツにおいてライターの藤沢映子は主題歌として使用された経緯について、同映画の監督である市川準およびプロデューサーが「風にうたえば」でなければ映画が成立しないとまで主張したことから主題歌として決定したと述べている。本作には「風にうたえば (Movie Version)」というタイトルで映画において使用されたバージョンが収録されている。音楽誌『別冊宝島1009 音楽誌が書かないJポップ批評35 尾崎豊 FOREVER YOUNG』においてライターの宮城正樹は、「風にうたえば」の音楽性に関して「フォーキーなロード・ミュージック・タイプのナンバー」であると述べ、主人公が母親に置き手紙を残して当てのない旅に出るという歌詞の内容について「とても興味深い」と述べている。

## 批評、チャート成績
| 専門評論家によるレビュー      | 専門評論家によるレビュー |
| レビュー・スコア              | レビュー・スコア         |
| 出典                          | 評価                     |
| ----------------------------- | ------------------------ |
| CDジャーナル                  | 肯定的                   |
| 音楽誌が書かないJポップ批評35 | 肯定的                   |

本作のサウンド面に対する批評家たちの評価は肯定的なものとなっており、音楽情報サイト『CDジャーナル』では尾崎がアマチュア時代に自宅で録音した音源をアレンジしてリリースすることに対して「反則ワザのしろもの」と指摘しつつも、未発表写真が多数掲載されているブックレットも含めて「尾崎ファンは間違いなく買い」と主張、また服部克久によるアレンジに関しては、「バックの厚いサウンドに乗って楽曲のスケールの大きさがより一層、はっきりと提示された」と肯定的に評価した。また、音楽誌『別冊宝島1009 音楽誌が書かないJポップ批評35 尾崎豊 FOREVER YOUNG』においてライターの宮城正樹は、本作が尾崎のアマチュア時代の宅録音源からボーカル部分のみを抽出し服部によるオーケストラアレンジが施された音源であることを紹介した上で、「未発表曲入り作品の中では、最も聞きやすい仕上がり」と述べ、尾崎の原質が聴ける音源であるために「まあ、ひとつ、『聴いてみてもいいかな』盤である」と肯定的に評価した。
本作はオリコンアルバムチャートにおいて最高位第41位の登場週数2回で、売り上げ枚数は1.3万枚となった。

## 収録曲
- CDブックレットに記載されたクレジットを参照[8]。

| #         | タイトル                         | 作詞・作曲 | 編曲      | 時間  |
| --------- | -------------------------------- | ---------- | --------- | ----- |
| 1.        | 「ダンスホール」                 | 尾崎豊     | 服部克久  | 4:11  |
| 2.        | 「町の風景」                     | 尾崎豊     | 服部克久  | 6:04  |
| 3.        | 「Street Blues」                 | 尾崎豊     | 服部克久  | 7:07  |
| 4.        | 「秋風」                         | 尾崎豊     | 服部克久  | 6:07  |
| 5.        | 「もうおまえしか見えない」       | 尾崎豊     | 服部克久  | 5:05  |
| 6.        | 「弱くてバカげてて」             | 尾崎豊     | 服部克久  | 4:36  |
| 7.        | 「酔いどれ」                     | 尾崎豊     | 服部克久  | 5:21  |
| 8.        | 「風にうたえば」(Single Version) | 尾崎豊     | 服部克久  | 6:27  |
| 9.        | 「風にうたえば」(Movie Version)  | 尾崎豊     | 服部克久  | 6:20  |
| 合計時間: | 合計時間:                        | 合計時間:  | 合計時間: | 51:18 |

## スタッフ・クレジット
CDブックレットに記載されたクレジットを参照。

### 録音スタッフ
- 尾崎豊 – 演奏、歌
- 伊藤隆文（音響ハウス） – ミキシング・エンジニア（8, 9曲目）
- 中里正男（音響ハウス） – マスタリング・エンジニア

### 美術スタッフ
- 大野拓家（ラグタイム） – アートディレクター
- いわたにあつし（ラグタイム） – デザイン
- ハービー・山口 – 写真撮影
- 中原敬裕（尾崎豊研究会） – 題字、製作協力

### 制作スタッフ
- アイソトープ – 製作協力
- 児玉由美子（尾崎豊研究会） – 製作協力
- 中原敬裕（尾崎豊研究会） – 製作協力
- 映画『大阪物語』製作委員会 – 製作協力

## チャート
| チャート         | 最高順位 | 登場週数 | 売上数  | 出典  |
| ---------------- | -------- | -------- | ------- | ----- |
| 日本（オリコン） | 41位     | 2回      | 1.3万枚 | [ 2 ] |